# Ta ner månen om du kan!
Ta ner månen om du kan! (originaltitel: Shoot the Moon) är en amerikansk långfilm från 1982 i regi av Alan Parker.

## Handling
En kvinna och hennes fyra barn blir helt förtvivlade då mannen i huset lämnar dem för att satsa på sin karriär och älskarinna. Men kan avundsjuka få dem att bli tillsammans igen?

## Om filmen
Ta ner månen om du kan! blev Tina Yothers debutfilm. 

## Rollista i urval
- Albert Finney - George Dunlap
- Diane Keaton - Faith Dunlap
- Karen Allen - Sandy
- Peter Weller - Frank Henderson
- Dana Hill - Sherry Dunlap
- Tracey Gold - Marianne Dunlap